# Greg Oden
Gregory Wayne Oden, Jr. (født 22. januar 1988 i Buffalo, New York, USA) er en amerikansk basketballspiller, der spillede som center i NBA-klubben Portland Trail Blazers. Han blev valgt som den allerførste spiller i draften 2007, og spillede i Portland 2007-2012. Han havde store problemer med knæskader under karrieren.
Greg Oden skiftede i 2013 til  Miami Heat.